# Пустынька (усадьба)
«Пустынька» — усадьба, существовавшая в XIX — начале XX века на территории нынешней деревни Пустынка Тосненского района Ленинградской области.
В 1979 году получила статус памятника истории,  объекта культурного наследия регионального значения как «Памятное место, где находилась усадьба „Пустынька“, в которой в 1850—1860-е годы жил и работал писатель Толстой Алексей Константинович».

## История
С 1764 года эти земли принадлежали генералу Ф. И. Ушакову, назывались Яковлево и Ушаковка. Первый хозяин усадьбы — литератор Алексей Копьев, купивший пустошь в 1816 году. На картах того времени указаны деревня Алексеевка и мыза Пустынька. Единого мнения, когда Толстыми была приобретена Пустынька у Копьева, нет. Копьёв скончался в июле 1846 года; своего единственного сына он проклял и лишил наследства.
Анна Алексеевна Толстая, сохранив название Пустынька, создала свою усадьбу севернее копьевской. В. Я. Лангвагеном по проекту А. Штакеншнейдера к 1856 году был построен каменный господский дом в стиле английской готики, посажены большие деревья по берегу реки, проложена дорога от станции Саблинской до имения. В 1855 году графиня Толстая закрепила право вечного пользования этой дорогой (главная улица поселка и мост через Тосну стали называться «Графскими»).
После смерти матери имение унаследовал Алексей Константинович Толстой, который проживал в нём практически постоянно и создал здесь многие свои произведения. Среди гостей хозяина были братья Алексей и Владимир Жемчужниковы — соавторы коллективного псевдонима, литературной маски Козьма Прутков. В связи с этим дом называют «родиной» этого персонажа. Также в доме бывали А. А. Фет, А. В. Никитенко, Б. М. Маркович, Я. П. Полонский, Н. И. Костомаров, И. А. Гончаров, Н. М. Благовещенский и другие литераторы и учёные.
Здесь жила семья Петра Андреевича Бахметьева — брата жены Толстого Софьи Андреевны (1825—1895).
Усадебный дом сгорел в 1912 году. Сохранились два пруда и фрагменты парка.
В 2010-х годах на территории усадьбы стал проводиться международный фестиваль Козьмы Пруткова.